# 伊凡·伊万诺维奇
伊凡·伊万诺维奇（俄语：Ива́н Иванович；1554年3月28日－1581年11月19日），是俄罗斯沙皇伊凡四世的次子及继承人，俄罗斯皇太子。1581年他被父亲于盛怒中击伤，并最终不治身亡。

## 早年生活
伊凡·伊万诺维奇是伊凡四世与第一任皇后安娜斯塔西娅·罗曼诺夫娜的次子。伊凡出生前一年，其兄德米特里即在出生后一年夭折，因此伊凡·伊万诺维奇亦是伊凡四世存活至成年的子女中最长者。早年间，伊凡皇太子身为假定继承人曾随父亲接见外国使臣、重大场合，但并未过多参与政事。尽管伊凡四世在丧妻后变得愈加横暴、偏执和易怒，但伊凡皇太子与其父的关系较为良好。据记载，伊凡曾击杀了一名意图刺杀伊凡四世的利沃尼亚刺客，从而使其父脱离险境。

## 婚姻
伊凡皇太子共计迎娶了三任太子妃。伊凡·伊万诺维奇十二岁时，瑞典国王埃里克十四世曾提议让伊凡与其私生女维吉尼亚·埃里克斯多塔订婚，但最终并未达成。17岁时，伊凡·伊万诺维奇与叶夫多基娅·萨布罗娃订婚；萨布罗娃是伊凡四世第三任皇后的备选对象之一，但最终被指给皇太子伊凡，成为其未来的儿媳。萨布罗娃后因未能诞下后嗣而被伊凡四世废黜，流放至修道院。费奥多西娅·索洛瓦娅成为伊凡·伊万诺维奇的第二任妻子，但不久就与萨布罗娃遭遇了同样的结局。叶莲娜·谢列梅捷娃被伊凡四世选为伊凡·伊万诺维奇的第三任妻子。

## 死亡
伊凡·伊万诺维奇死于1581年11月19日，终年27岁。同时代及稍后的官修编年史对伊凡的死因均有所隐晦、避而不谈，而后世一般认为伊凡·伊万诺维奇是被父亲伊凡四世击伤后身亡的。关于这一事件的具体起因和经过，历来有多种说法。
最多为人采信的说法中，在11月14日，伊凡四世在探望怀有身孕的第三任儿媳叶莲娜·谢列梅捷娃时，发现儿媳衣着不整、不合规制，于是在盛怒之下用手杖将其殴打，并最终导致其（于次日）流产。伊凡皇太子前来阻拦，与父亲爆发了激烈争执，指责父亲废黜了自己两任妻子，而现在反又不顾新任儿媳身怀有孕、将其殴打。伊凡四世怒不可遏，又用手杖去打儿子的头颅，击中了太阳穴，致其重伤、几乎昏迷。伊凡四世立刻懊悔万分，请来医生救治；但伊凡皇太子仍由于伤势过重，死于5天后的11月19日。曾访问俄罗斯等国的教廷使节、耶稣会士安东尼奥·波塞维诺在著作中记载了此种说法。
俄罗斯历史学家尼古拉·米哈伊洛维奇·卡拉姆津对于事件经过则采信了略有差别的说法。伊凡皇太子就利沃尼亚战争与父亲伊凡四世意见相左，要求领军去解普斯科夫之围，伊凡四世则指称其子图谋篡位，因此用配有金属尖端的手杖殴打儿子。时任沙皇御前侍臣的鲍里斯·戈东诺夫上前阻拦，但也遭到殴打。伊凡皇太子头颅受伤后倒地，伊凡四世的怒气顿时消失，面色苍白、浑身颤抖，俯下身怀抱倒地的皇太子，哭喊道自己“该下地狱”、“杀了自己的儿子”，用手捂住儿子头部的伤口尝试止血，叫来御医，并请求上帝和儿子的宽恕。列宾的画作《伊凡雷帝杀子》是根据此种说法创作的。
1963年，对伊凡皇太子遗骸的化学检验表明其体内汞、砷和铅的含量均过高，因此可能是死于毒杀，但缺乏历史文献资料作为佐证。

## 后续
叶莲娜·谢列梅捷娃在本人流产及伊凡·伊万诺维奇死后被迁至修道院，但与伊凡·伊万诺维奇的前两任妻子不同，谢列梅捷娃仍保留了与皇室成员相当的待遇。
伊凡·伊万诺维奇死后，幼子费奥多尔·伊万诺维奇成为伊凡四世唯一可能的假定继承人。1584年，伊凡皇太子死后三年，伊凡四世离世，费奥多尔继位。费奥多尔·伊万诺维奇性情暗弱，不善于处理政事，国家大权实际上落于其妻舅鲍里斯·戈东诺夫之手。1598年1月，费奥多尔·伊万诺维奇无嗣而终，留里克王朝血脉断绝，戈东诺夫被选为沙皇，成为俄罗斯混乱时期的导火索。